# Cimetière de l'Indian Mound
Le cimetière de l'Indian Mound est un cimetière situé le long de la Northwestern Turnpike (US Route 50) sur un promontoire des « Yellow Banks » surplombant la rivière Potomac South Branch et Mill Creek Mountain à Romney (Virginie-Occidentale), aux États-Unis.
Le cimetière est autour d'un monticule antique, un tumulus de la culture Hopewell, connu sous le nom de Romney Indian Mound,. Il n'est pas possible d'effectuer des fouilles de ce tumulus. Il date probablement d'entre 500 et 1000 apr. J.-C.
Le cimetière de l'Indian Mound est également le site de Fort Pearsall, du Mémorial confédéré, du Parsons Bell Tower et des réinhumations de l'ancien cimetière presbytérien de Romney. Il est actuellement géré par l'Indian Mound Cemetery Association, Inc. Ce cimetière est le lieu de sépulture de deux gouverneurs de Virginie-Occidentale, d'un représentant de la Chambre des États-Unis, d'un secrétaire américain à l'Armée, d'un propriétaire des Redskins de Washington et des descendants de la famille de George Washington.

## Histoire

### Romney Indian Mound

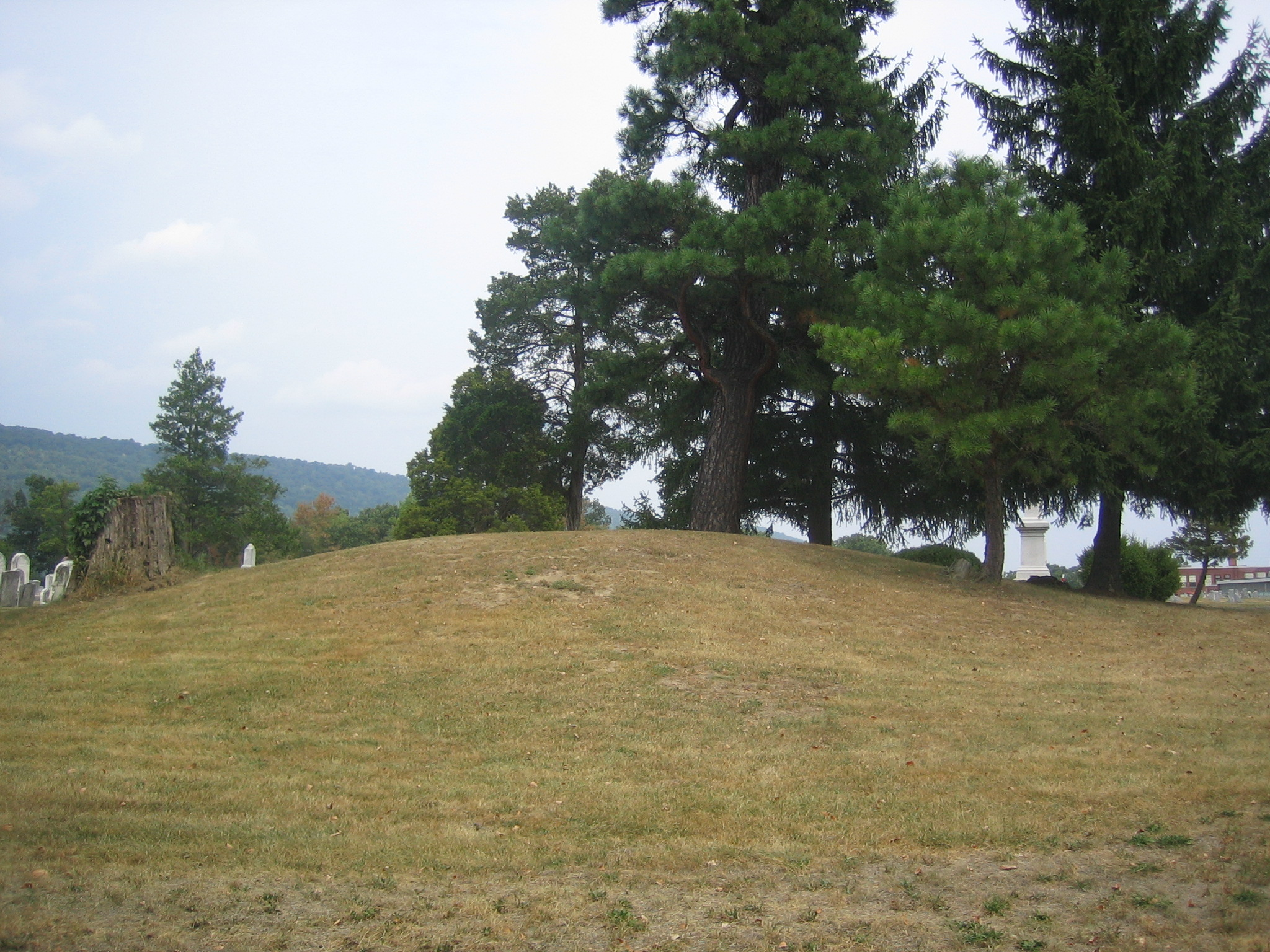
Le Romney Indian Mound.

#### Description physique
Le Romney Indian Mound est un tumulus qui mesure 2,13 mètres de hauteur et environ 4,57 mètres de diamètre, selon la documentation du site. Depuis cette documentation, d'autres recherches indiquent que le monticule a été ouvert dans le passé. C'est le plus grand des monticules restants découverts dans le Panhandle oriental de la Virginie-Occidentale. Le Romney Indian Mound est représentatif de milliers de petits tumulus funéraires de la période sylvicole moyenne et tardive qui ont été érigés dans une grande partie de l'est de l'Amérique du Nord. Tout au long de son histoire, le Romney Indian Mound a été traditionnellement couvert de pins, dont plusieurs subsistent en 2010.

#### Origines
Le Romney Indian Mound a été édifié à la croisée de l'antique Shawnee Trail allant du nord au sud, et de la route indienne est-ouest (appelées plus tard le Northwestern Turnpike et la US Route 50) menant aux montagnes Allegheny,.
Le propriétaire du monticule, David Gibson, a donné le site à la ville de Romney à la condition que le monticule soit préservé. Pour cette raison, la ville n'a jamais permis de fouiller le monticule. La Smithsonian Institution estime que le Romney Indian Mound date peut-être entre 500 et 1000 apr. J.-C. étant donné l'âge de monticules similaires qu'il a creusés dans le Panhandle oriental. Le monticule a probablement été construit par des peuples de la culture Hopewell, qui résidaient en Virginie-Occidentale entre 500 av. J.-C. et 1000 apr. J.-C..
Le Romney Indian Mound est peut-être le seul monticule accessible à l'est des monts Allegheny qui a été préservé. Cela est principalement dû à son emplacement au-dessus de la plaine inondable de la rivière South Branch Potomac et au fait qu'il n'a jamais été labouré.

### Création et gestion du cimetière
Plusieurs années avant le début de la guerre de Sécession, le vieux cimetière presbytérien de Romney à Gravel Lane et High Street était rempli et la ville de Romney cherchait à se procurer une plus grande parcelle pour un nouveau cimetière spacieux.
Le cimetière de l'Indian Mound est créé par un acte de l'Assemblée générale de Virginie vers 1859. Le terrain est cédé à l'Indian Mound Cemetery Company par David Gibson le 31 mai 1860. La terre cédée par Gibson était auparavant une parcelle de sa plantation voisine de Sycamore Dale. La conception originale du cimetière se composait de deux terrains plats : le plateau supérieur autour du Romney Indian Mound et le plateau inférieur au-dessus de Sulphur Spring Run réservé aux enterrements des Afro-Américains. Ce dernier a été séparé du cimetière d'Indian Mound et est devenu connu sous le nom de cimetière de bienfaisance du mont Pisgah, qui est actuellement maintenu par l'Église méthodiste unie du mont Pisgah.
Le 22 mai 1869, une réunion a lieu au palais de justice du comté de Hampshire pour élire un conseil d'administration de l'Indian Mound Cemetery Company. La société exploite le cimetière jusqu'à ce qu'il soit incorporé par l'État de Virginie-Occidentale le 25 août 1925, sous le nom de Indian Mound Cemetery Association, Inc. L'association est administrée par un conseil d'administration auto-entretenu depuis 1925.
Cinq acres supplémentaires au nord sont achetés le 6 octobre 1925 par l'Indian Mound Cemetery Association, Inc. à Hiram C. et Katie Feidner Cooper.

### Guerre civile américaine

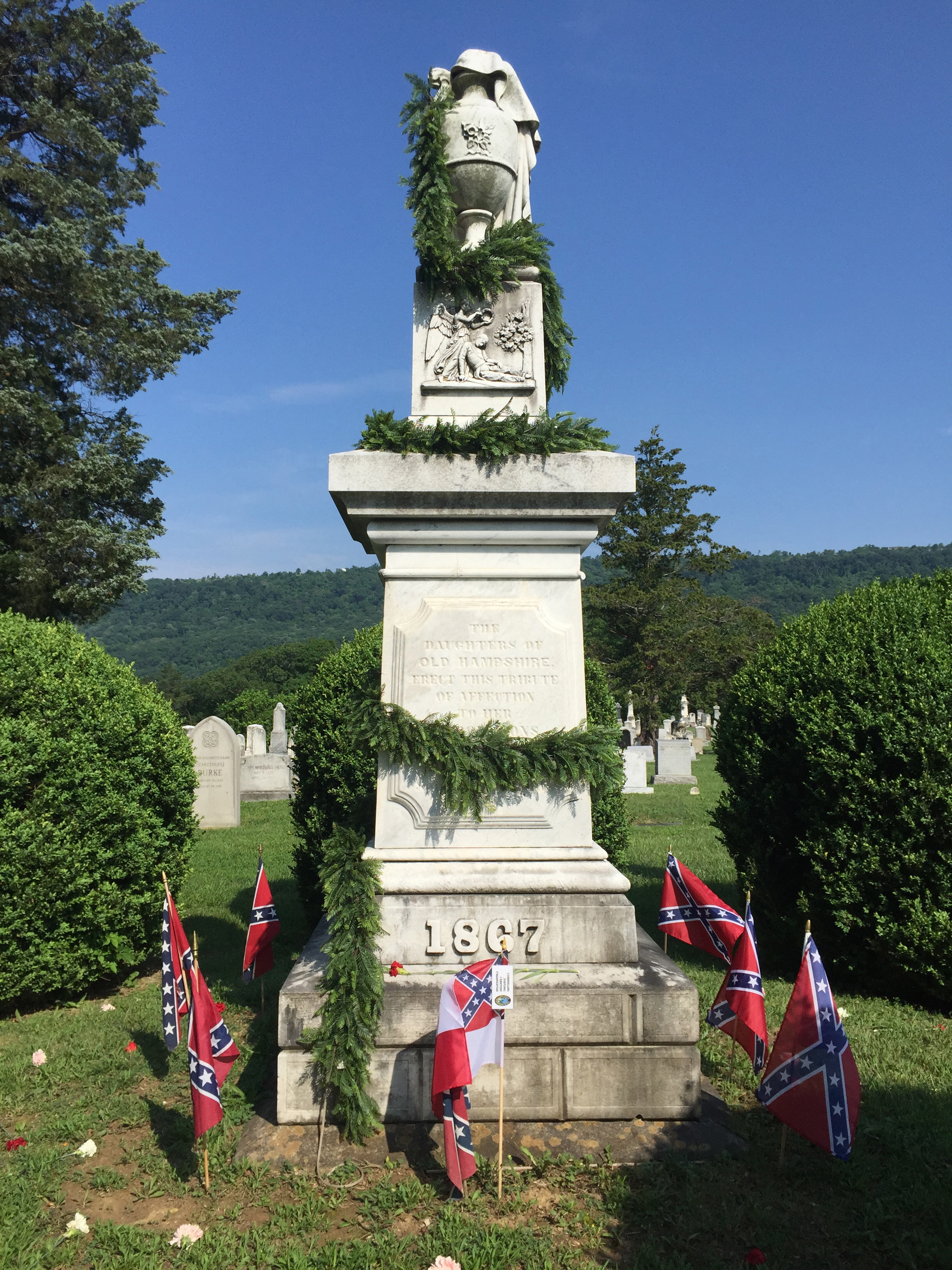
Mémorial confédéré

#### Bataille de Romney
En raison de son emplacement stratégique sur une falaise offrant une vue imprenable sur la rivière South Branch Potomac, le pont couvert de Romney et la route à péage du nord-ouest sur un demi-mile, le cimetière d'Indian Mound est une position d'observation importante pendant la guerre de Sécession. Le 22 octobre 1861, le général de l'armée de l'Union Scott ordonne au général Benjamin Franklin Kelley de concentrer ses forces à New Creek (maintenant appelé Keyser) et d'attaquer et de capturer Romney. Kelley quitta New Creek tôt le matin du 27 octobre et l'armée des États confédérés à Romney commença les préparatifs pour son arrivée. Les confédérés ont planté un canon à fusil de douze livres et un obusier de montagne dans le cimetière de l'Indian Mound, prêts à tirer sur la tête de la colonne de l'armée de l'Union alors qu'elle émergeait de Mechanicsburg Gap à Mill Creek Mountain. Les forces de l'Union ont pénétré et ont avancé jusqu'au cimetière de l'Indian Mound où les forces confédérées avaient pris position et ont ouvert le feu sur les fédéraux avec un canon de douze livres et l'obusier de montagne. Une canonnade sévère a eu lieu entre l'artillerie de l'Union et les forces confédérées pendant une heure.

#### Inhumations
Pendant la guerre de Sécession, le cimetière de l'Indian Mound est utilisé comme cimetière par les armées de l'Union et les armées confédérées. La majorité des soldats tués dans les environs de Romney ont été enterrés dans le cimetière, sans que l'on sache le nom de beaucoup d'entre eux. Le capitaine Richard Ashby, le frère du général confédéré Turner Ashby, y est enterré avec tous les honneurs de la guerre sous un chêne géant le 4 juillet 1861, au cimetière d'Indian Mound peu après sa mort à Washington Bottom Farm le 3 juillet des suites de blessures reçues dans une escarmouche sur le chemin de fer de Baltimore et de l'Ohio,,. Turner Ashby a assisté aux funérailles de son frère dans le cimetière de l'Indian Mound où son comportement a été décrit dans l'histoire méridionale d'Edward A. Pollard comme particulièrement touchant. Le corps d'Ashby a été transporté du cimetière au cimetière de Stonewall à Winchester, en Virginie, en octobre 1862, où il a été inhumé à côté du frère d'Ashby, le général Turner Ashby,,. Leur tombe est marquée « The Brothers Ashby ».

#### Mémorial confédéré
Le mémorial confédéré est érigé par des dames des environs en l'honneur des morts confédérés du comté de Hampshire, et consacré au cimetière d'Indian Mound le 26 septembre 1867. Il est considéré comme l'un des plus anciens, sinon le premier, des monuments commémoratifs permanents aux morts confédérés aux États-Unis.
Quelques jours avant le 150e anniversaire de la consécration du monument confédéré, celui-ci est vandalisé. Le vandalisme disait « réparations maintenant », et a été fait avec de la peinture noire en aérosol. Les dommages au monument ont depuis été réparés.

## Inhumations notables

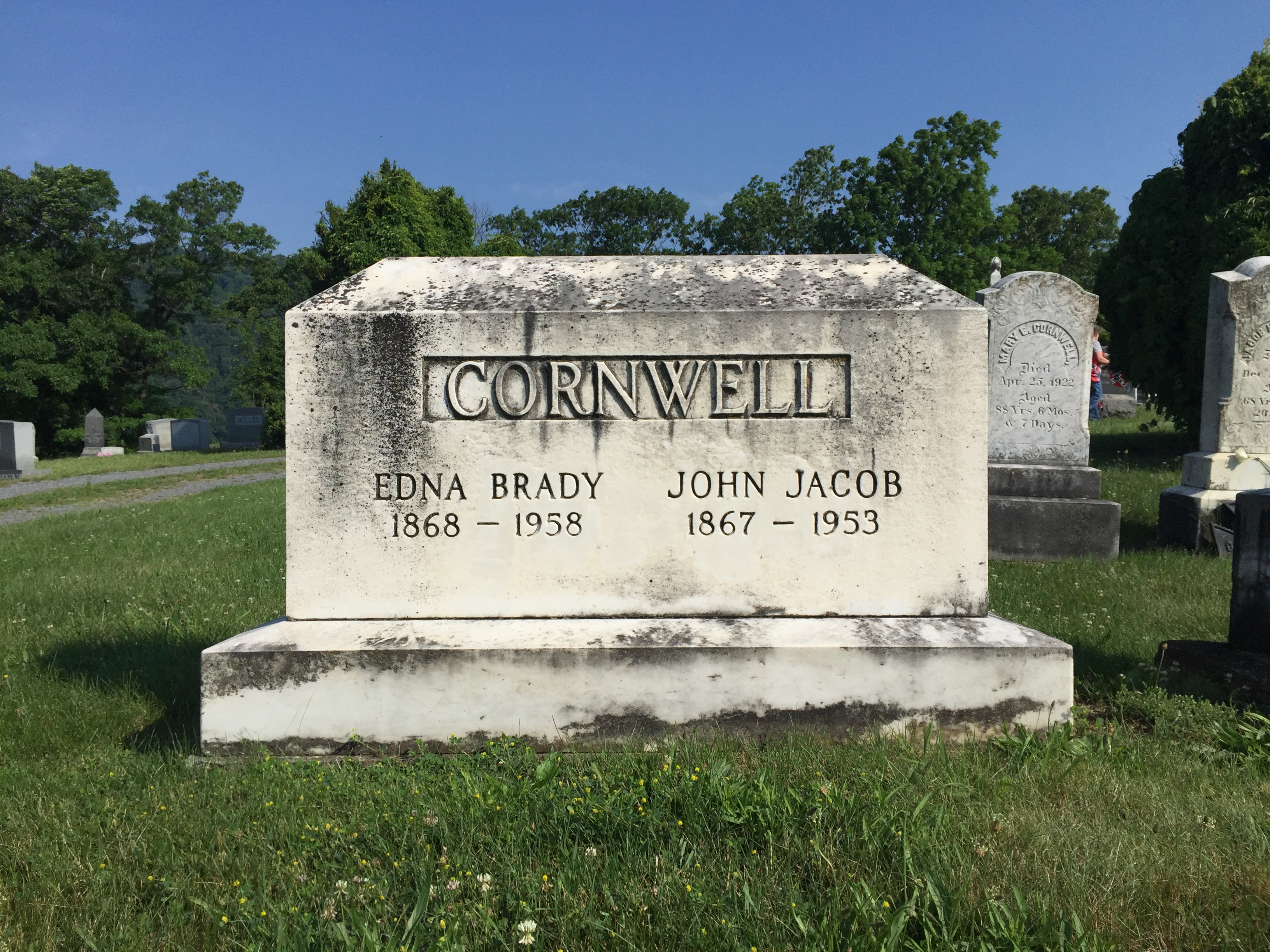
Tombe du gouverneur John J.Cornwell et de son épouse Edna Brady Cornwell.

- Stephen Ailes (1912–2001), secrétaire américain à l'Armée
- William Armstrong (1782–1865), représentant de la Chambre des États-Unis de Virginie
- John Rinehart Blue (1905–1965), délégué de Chambre de Virginie-Occidentale du comté de Hampshire
- William C. Clayton (1831–1915), sénateur de l'État de Virginie-Occidentale
- Edna Brady Cornwell (1868–1958), première dame de Virginie-Occidentale
- John Jacob Cornwell (1867–1953), 15e gouverneur de Virginie-Occidentale
- Marshall S. Cornwell (1871–1898), rédacteur en chef et éditeur de journal, poète et auteur
- William B. Cornwell (1864–1926), directeur des chemins de fer et du bois
- John Collins Covell (1823–1887), directeur des écoles de Virginie-Occidentale pour les sourds et les aveugles
- Dr William Henry Foote (1794–1869), pasteur presbytérien et historien
- Henry Bell Gilkeson (1850–1921), sénateur d'État de Virginie-Occidentale, membre de la Chambre des délégués de Virginie-Occidentale, directeur des écoles de Virginie-Occidentale pour les sourds et aveugles et surintendant des écoles du comté de Hampshire
- John Jeremiah Jacob (1757–1839), premier ministre méthodiste ordonné dans le comté de Hampshire
- John Jeremiah Jacob (1829–1893), 4e gouverneur de Virginie-Occidentale
- Howard Hille Johnson (1846–1913), fondateur et éducateur des écoles de Virginie-Occidentale pour les sourds et les aveugles
- James Sloan Kuykendall (1878–1928), délégué de Chambre de Virginie-Occidentale
- George Preston Marshall (1896–1969), propriétaire et président des Redskins de Washington
- Gilbert Proctor Miller (1866–1927), verger ; fondateur de l'industrie fruitière du comté de Hampshire
- Alexander W. Monroe (1817-1905), président de la Chambre des délégués de Virginie-Occidentale et officier de l'armée des États confédérés
- George William Washington (1809-1876), gentleman farmer et chroniqueur[3]
- Christian Streit White (1839-1917), greffier du comté de Hampshire
- John Baker White (1868-1944), officier militaire et membre du Conseil de contrôle de Virginie-Occidentale
- Robert White (1876-1935), procureur du comté de Hampshire et sénateur de l'État de Virginie-Occidentale
- Joshua Soule Zimmerman (1874-1962), délégué de Chambre de Virginie-Occidentale, procureur du comté de Hampshire, et verger

## Galerie d'images

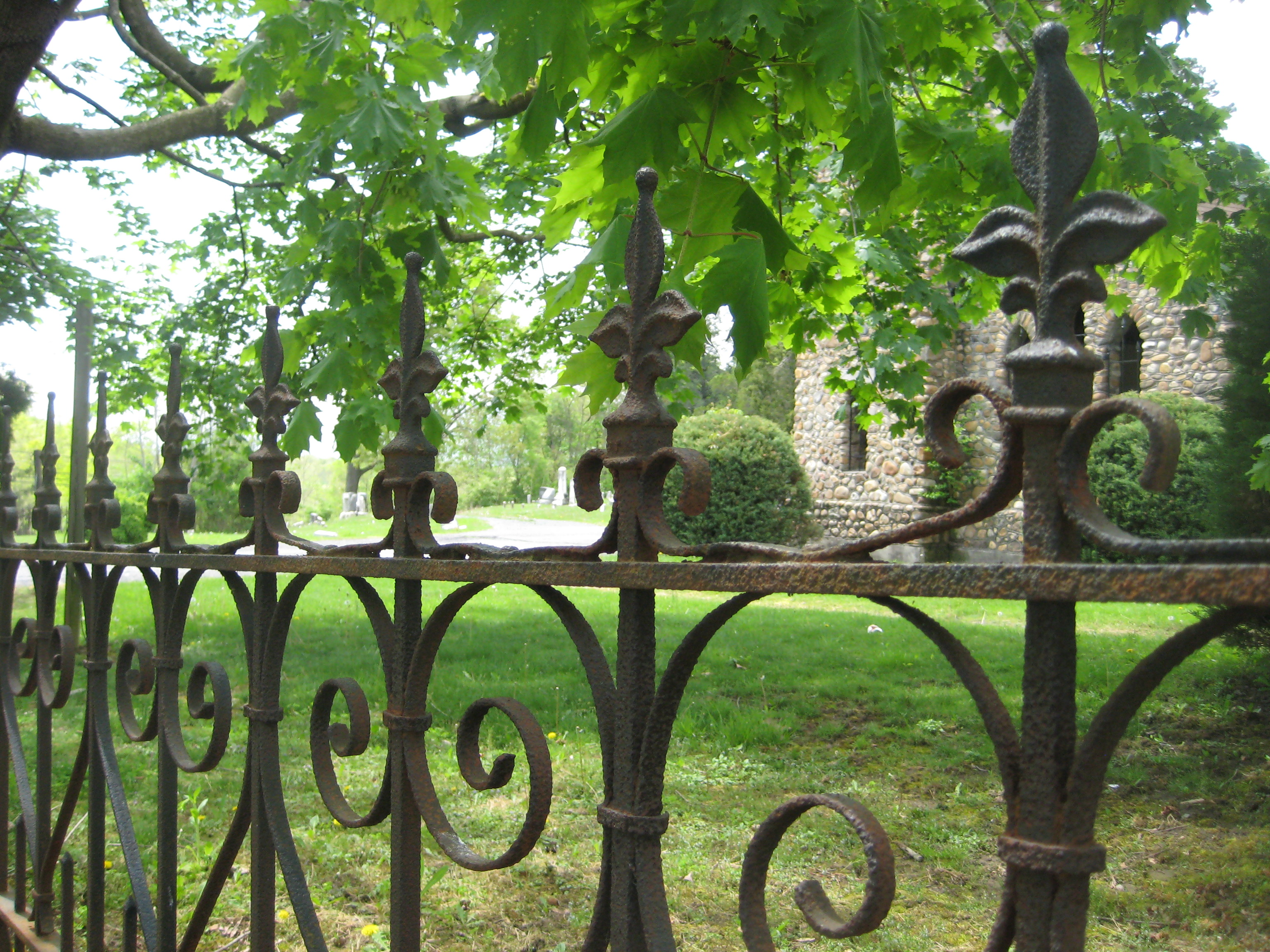
Clôture en fer forgée à l'entrée
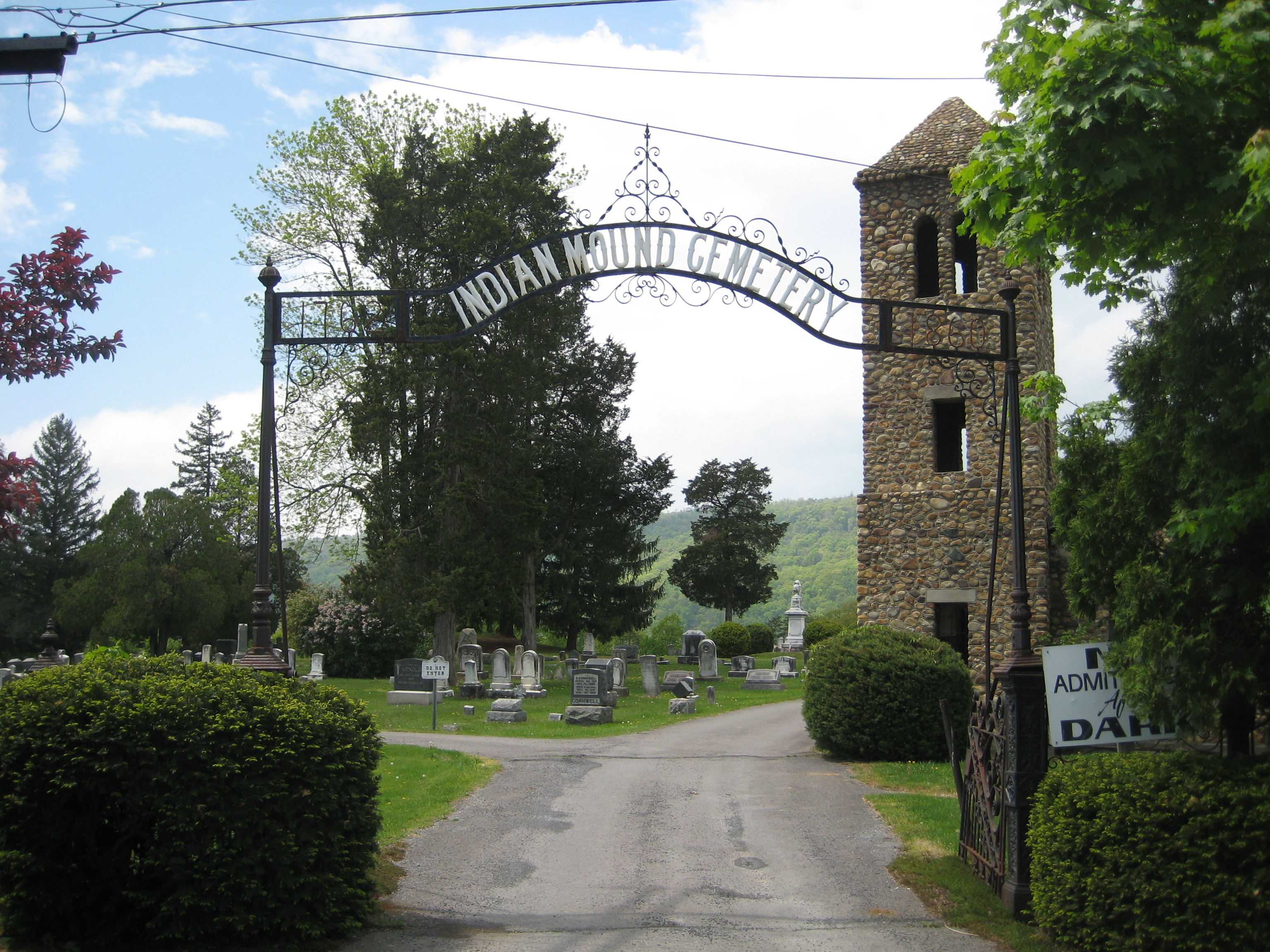
Porte d'entrée et clocher de Parsons
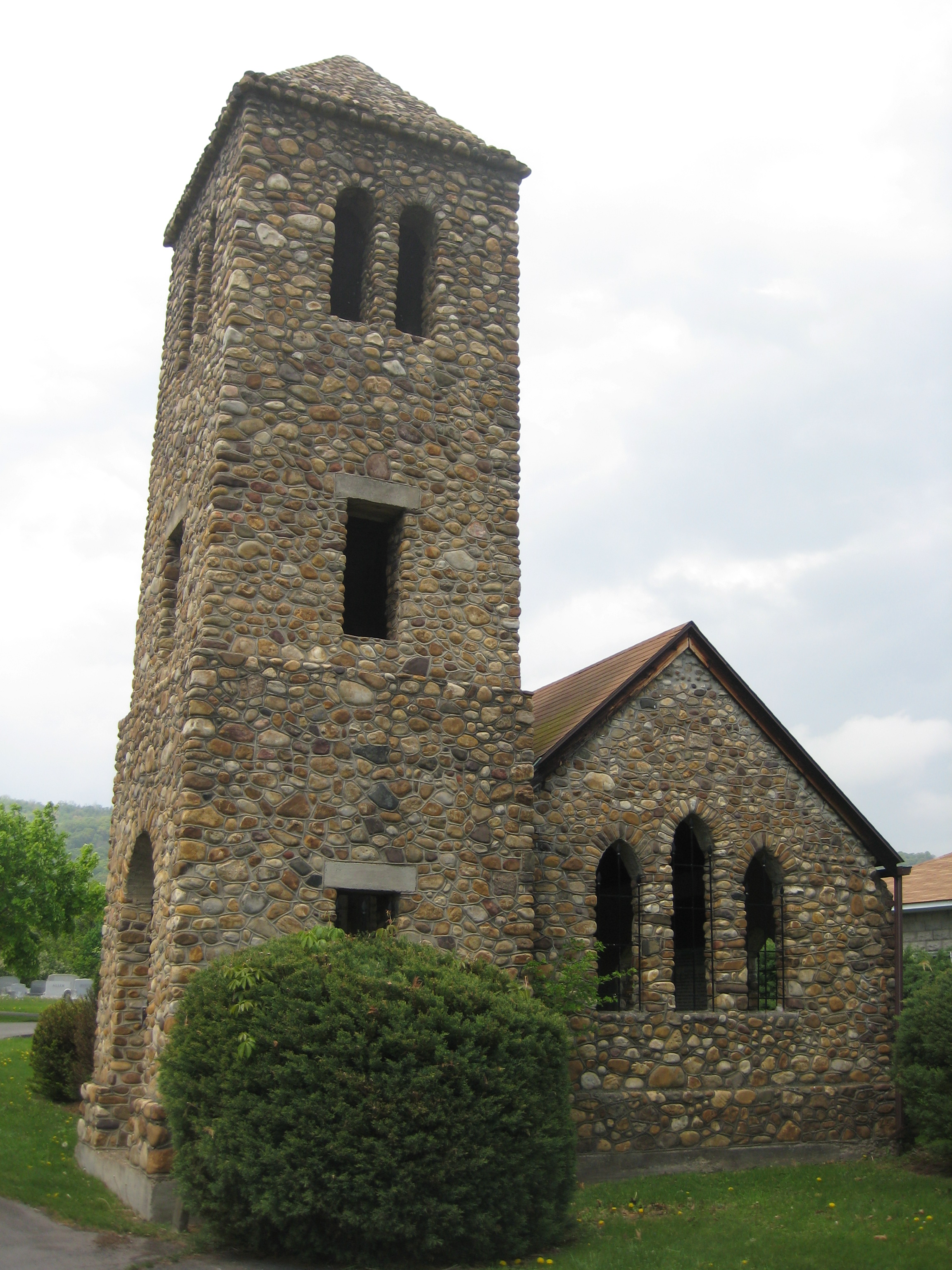
Clocher de Parsons
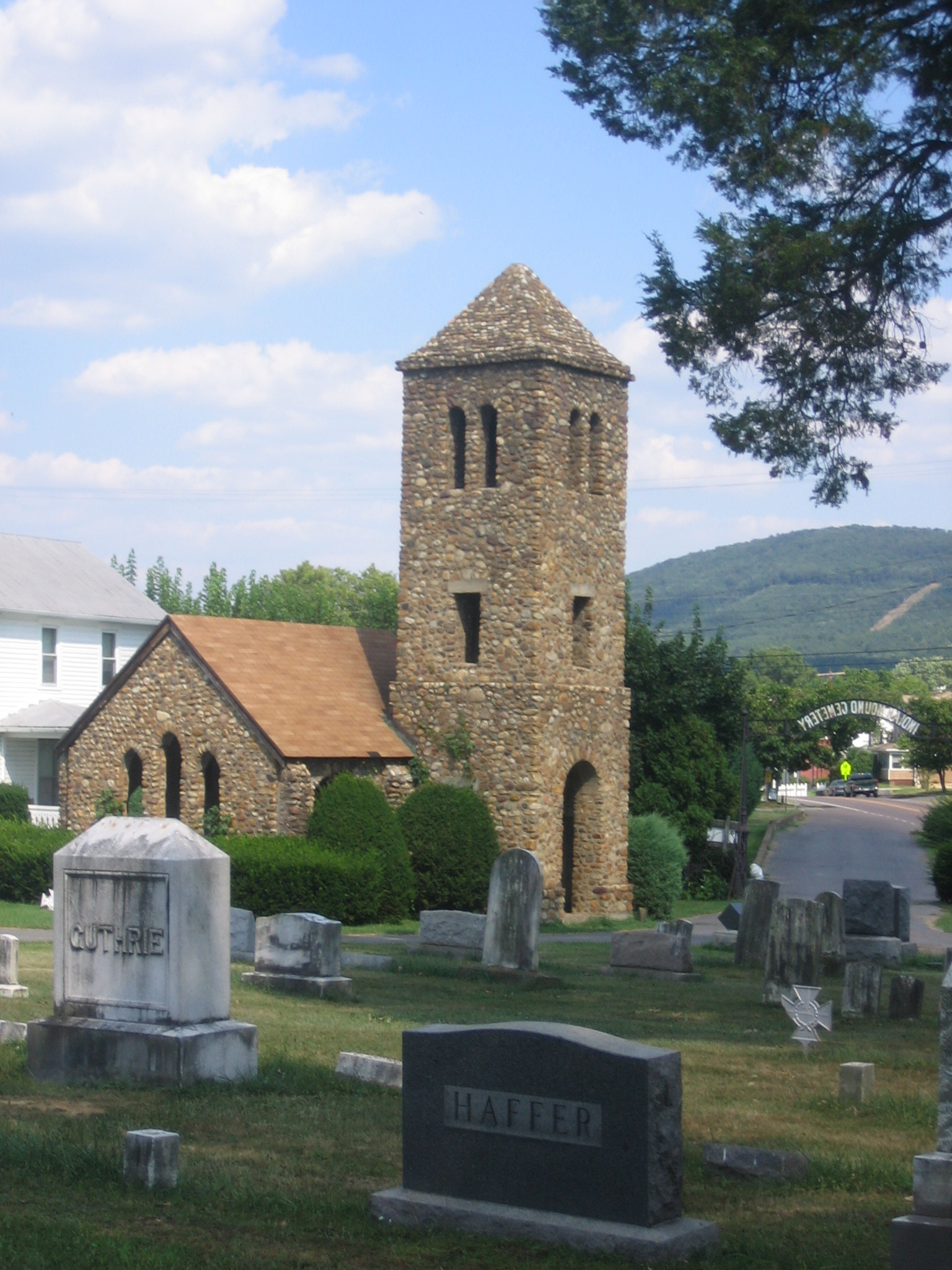
Clocher et église de Parsons
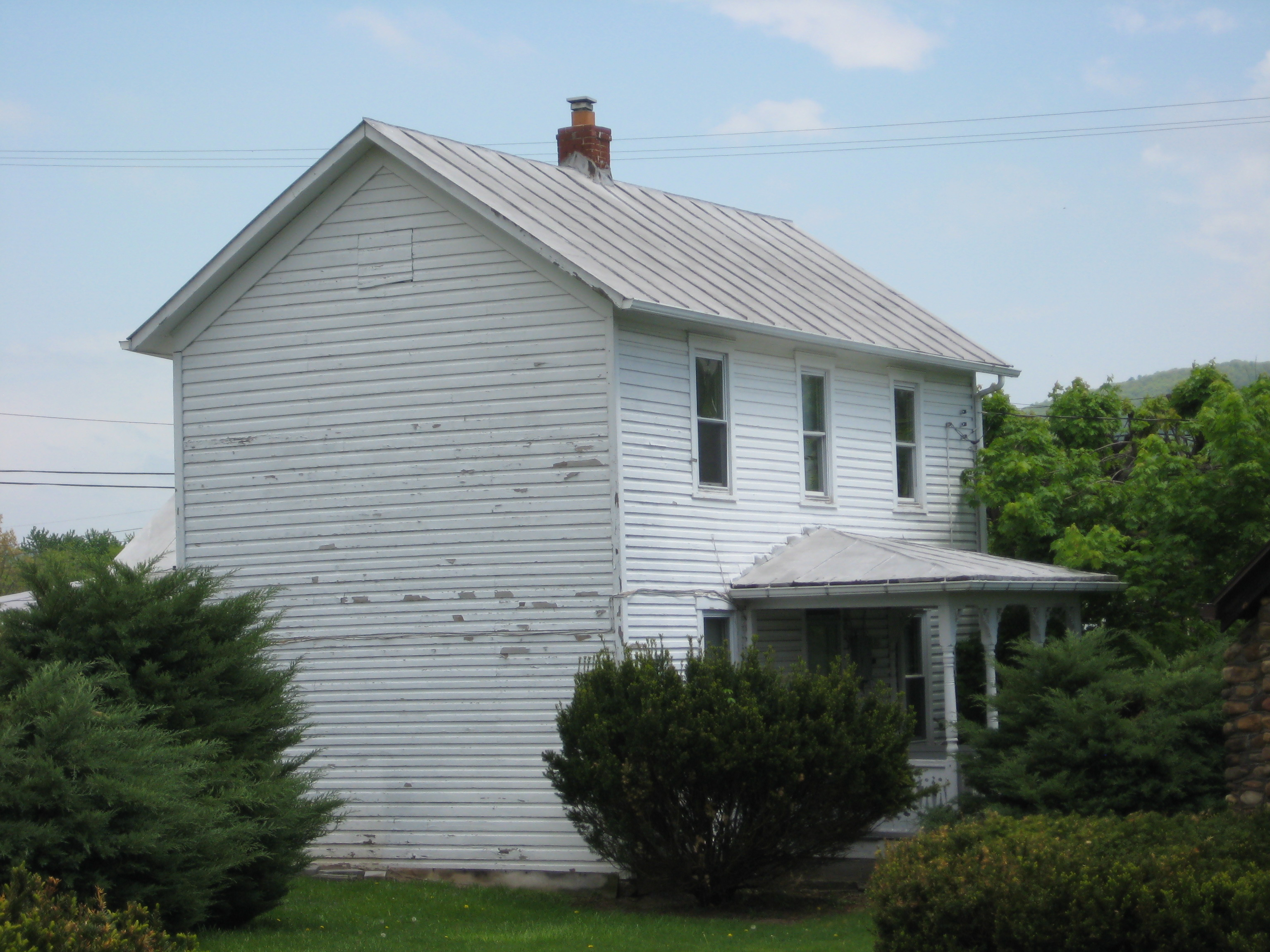
Résidence de gardien
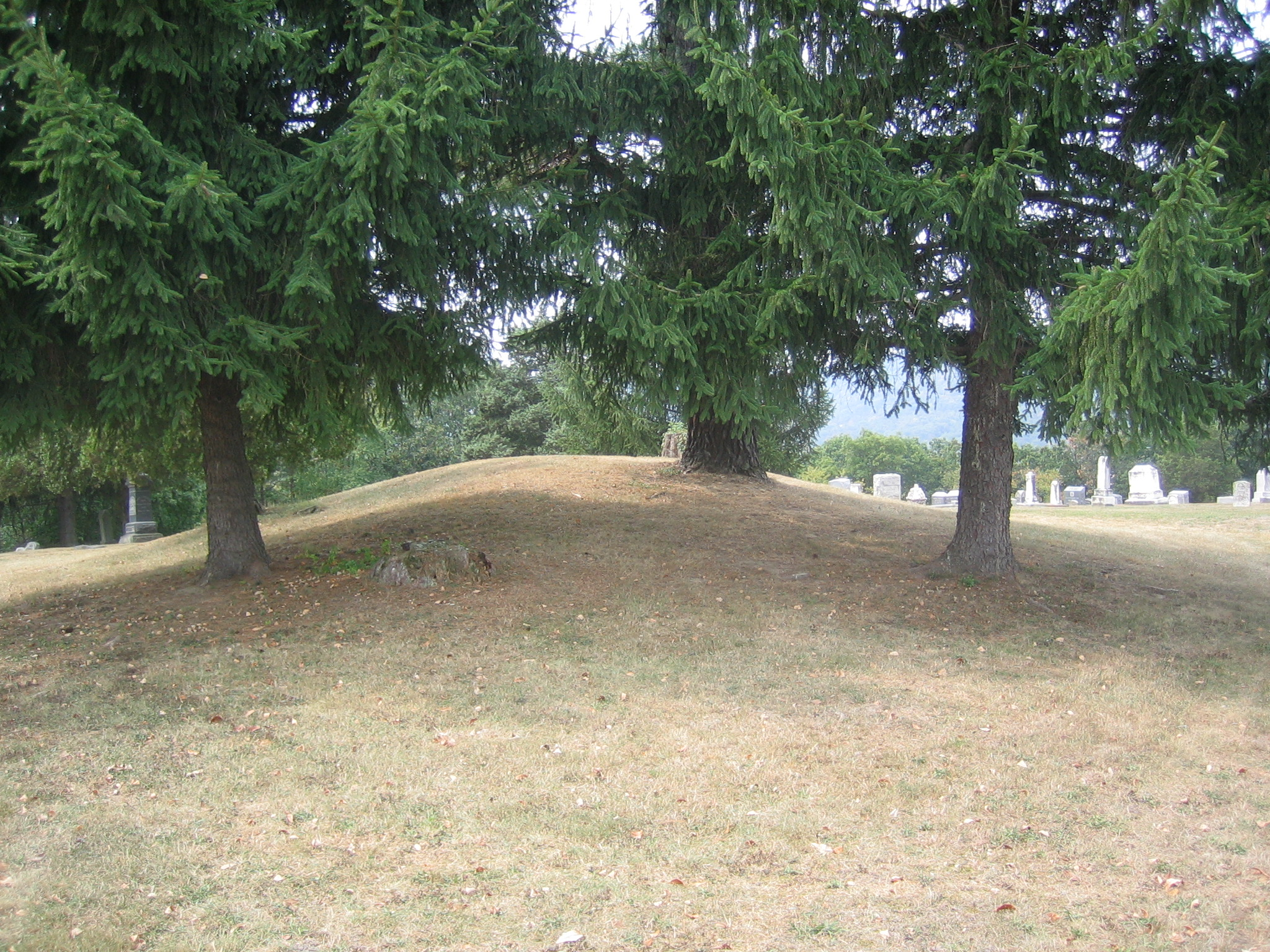
Le Romney Indian Mound
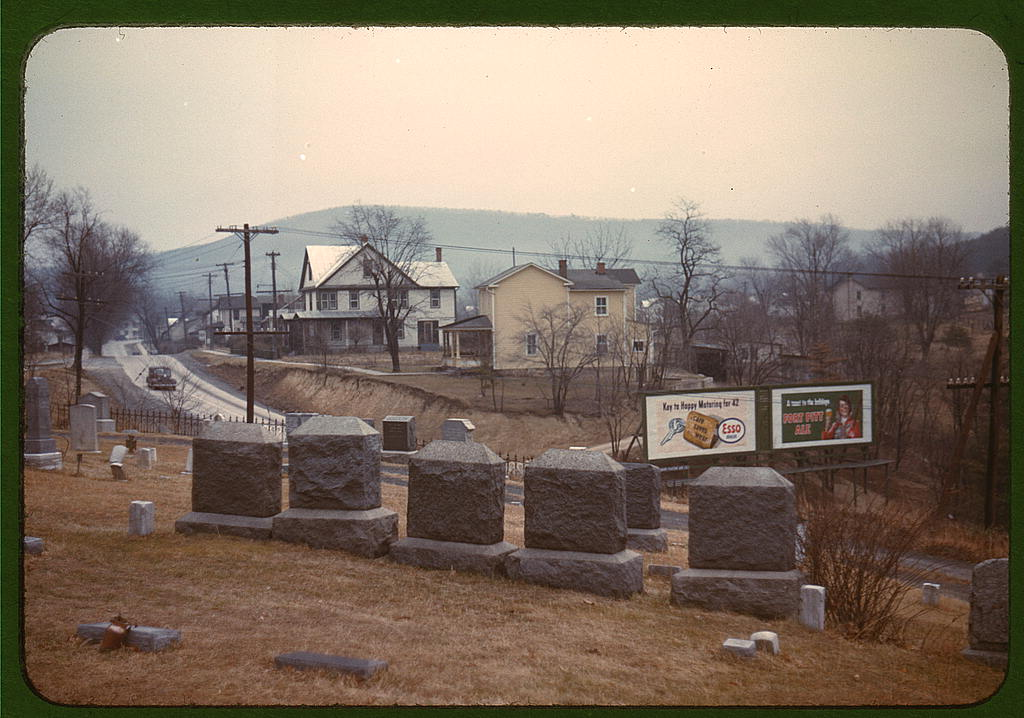
Cimetière de l'Indian Mound et US Route 50 en 1942
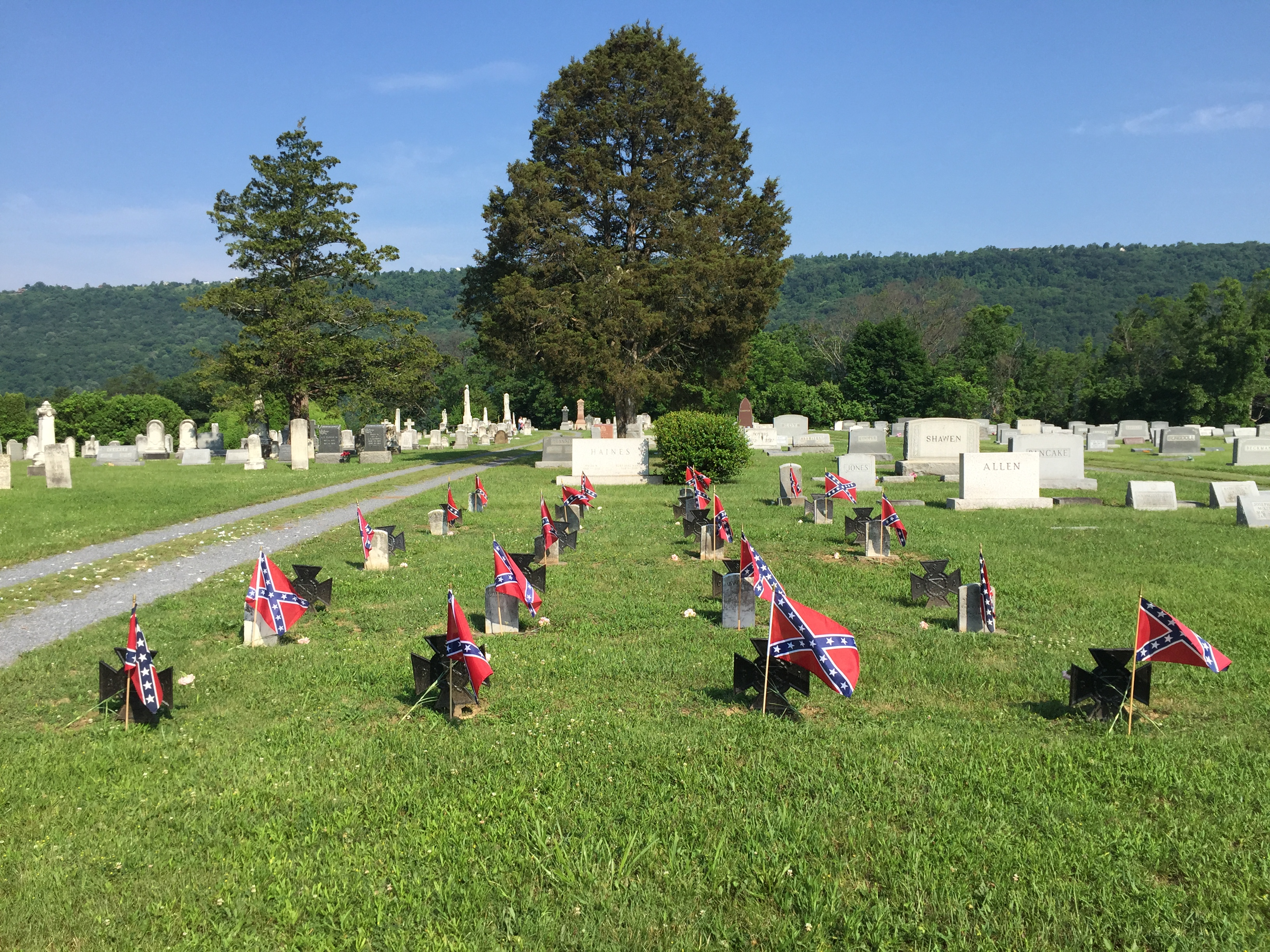
Tombes confédérées anonymes, décorées pour le jour du souvenir confédéré
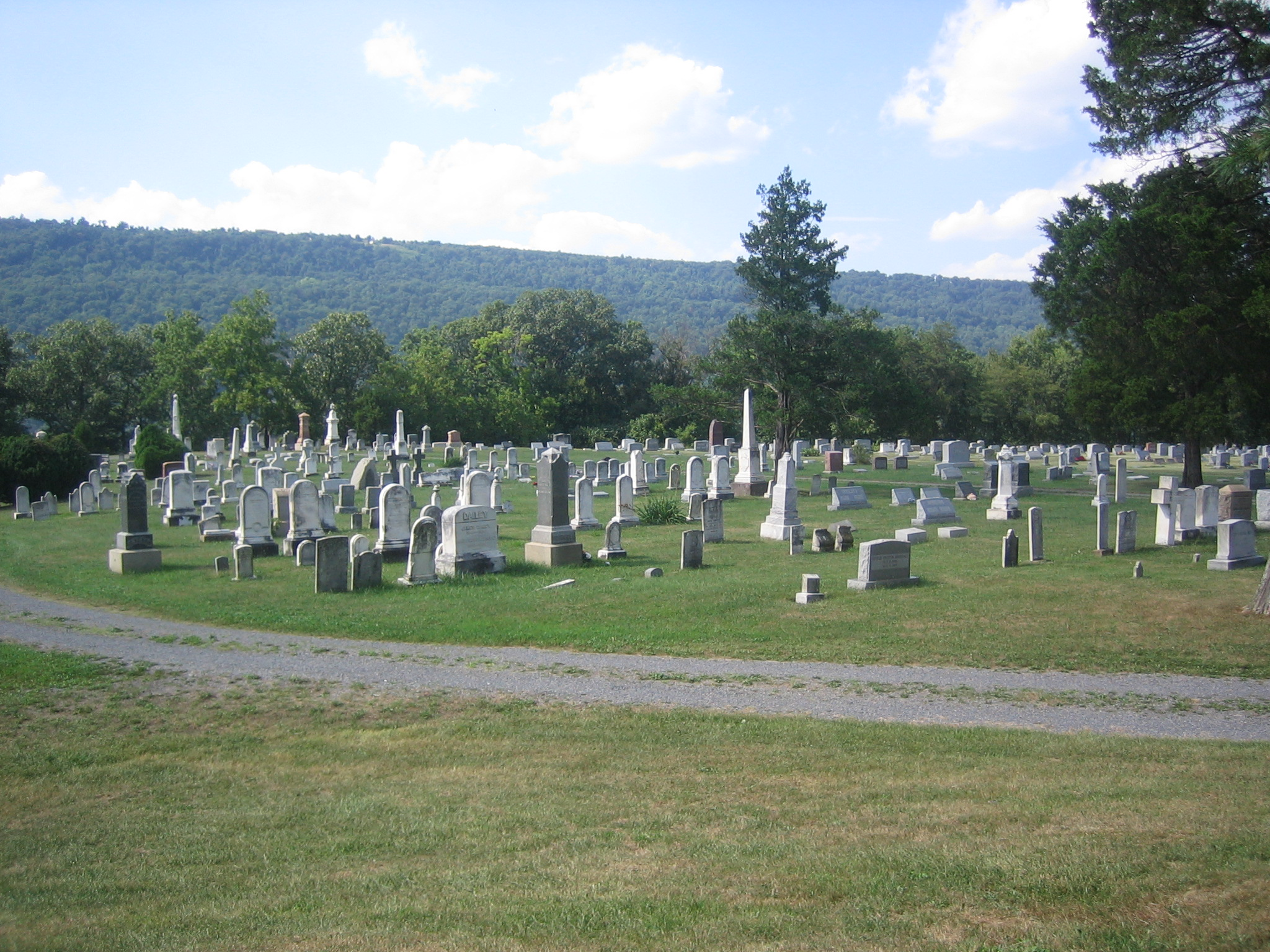
Pierres tombales au cimetière d'Indian Mound
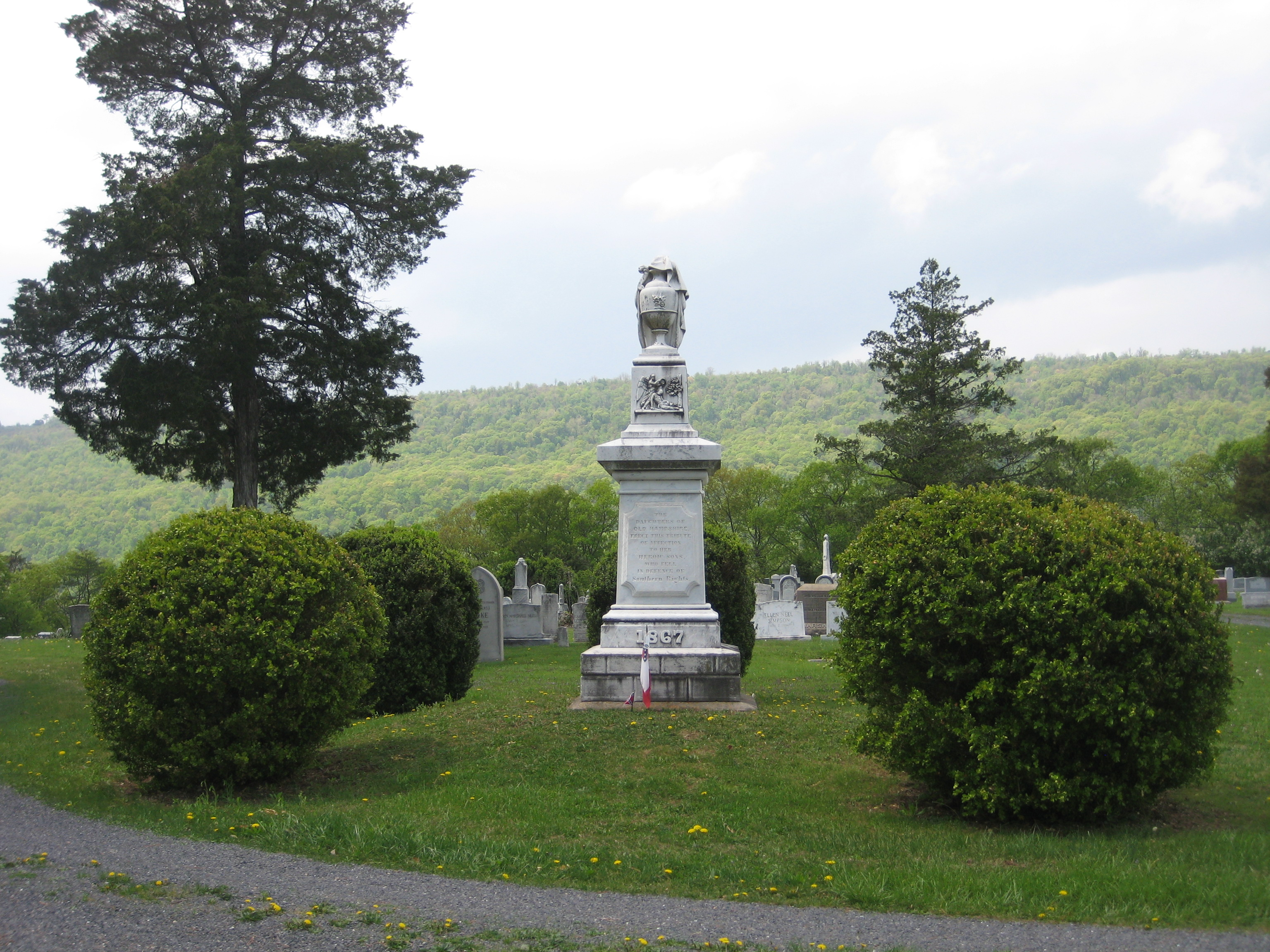
Mémorial confédéré
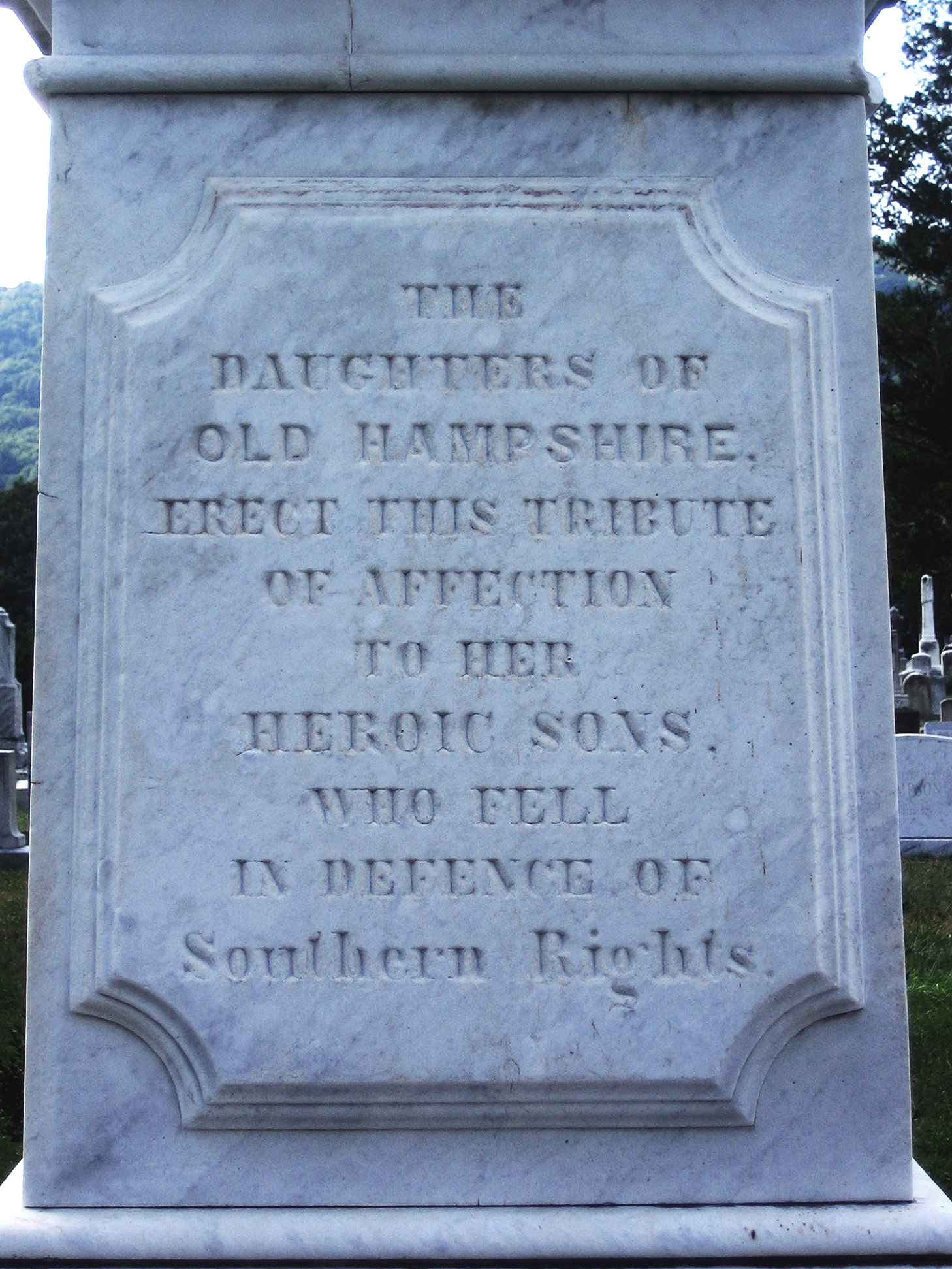
Détail du mémorial confédéré
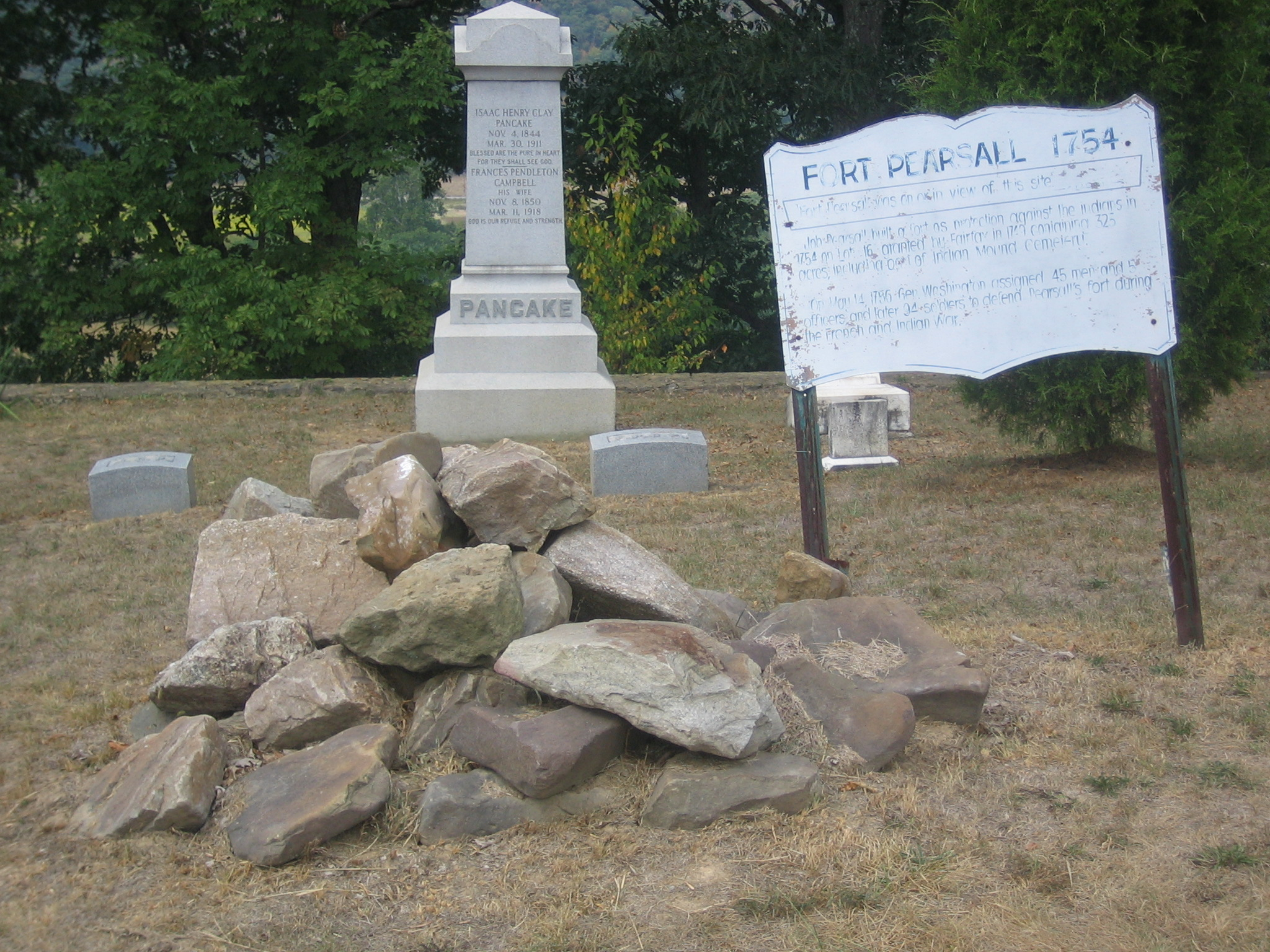
Panneau historique de l'Ancien Fort Pearsall
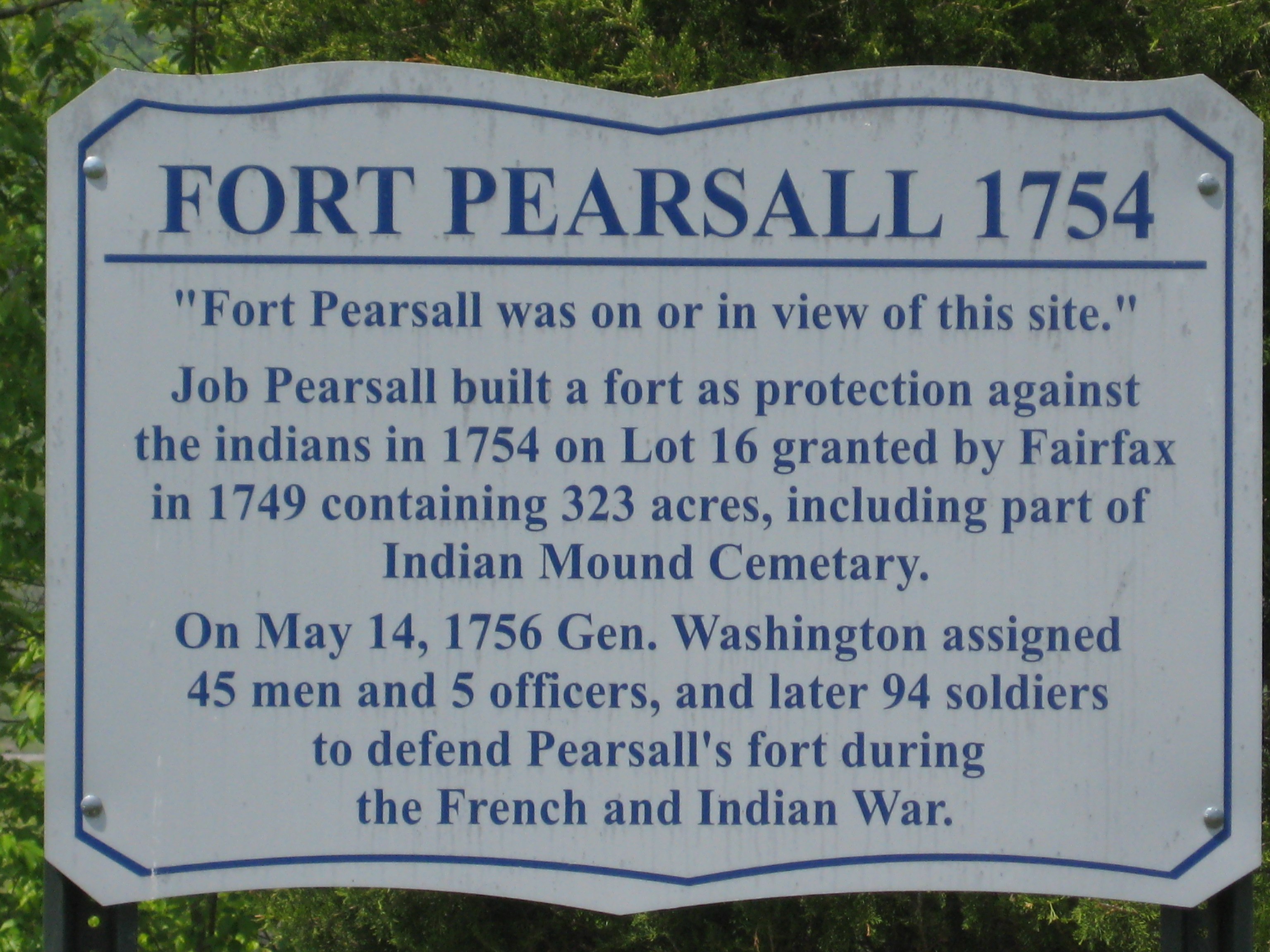
Panneau historique du nouveau Fort Pearsall
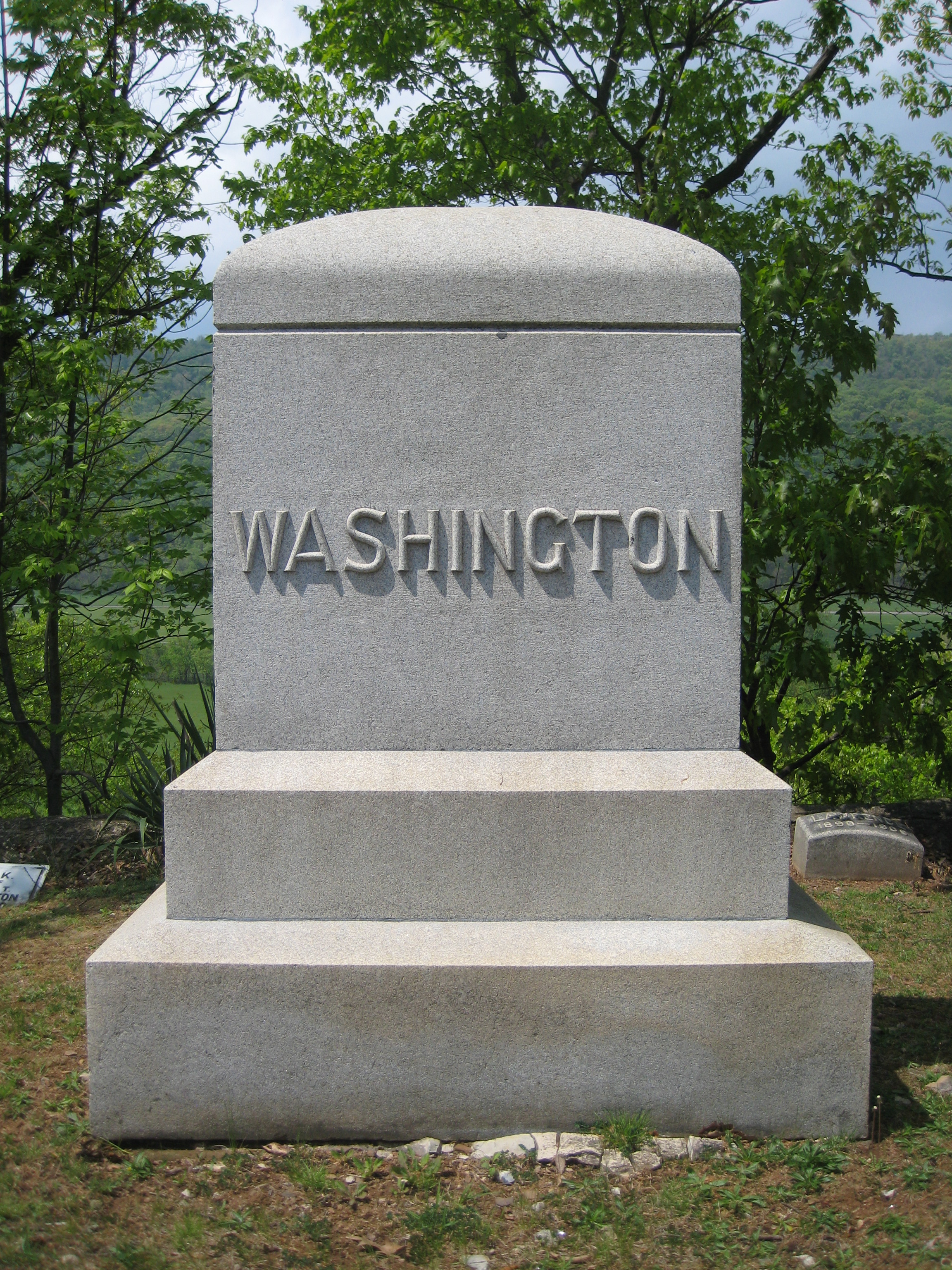
Sépulture de la famille Washington
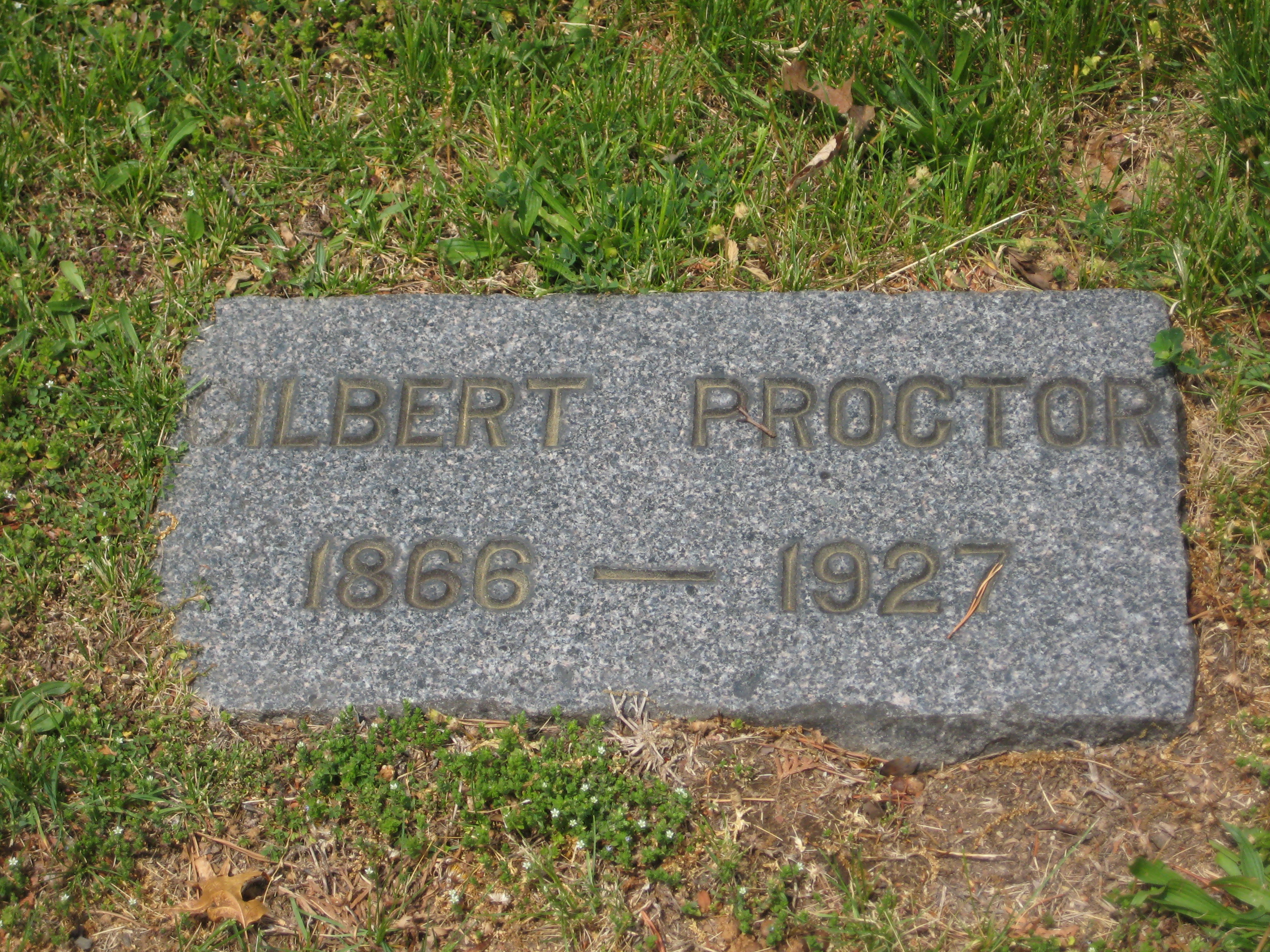
Inscription de l'industriel Gilbert Proctor Miller
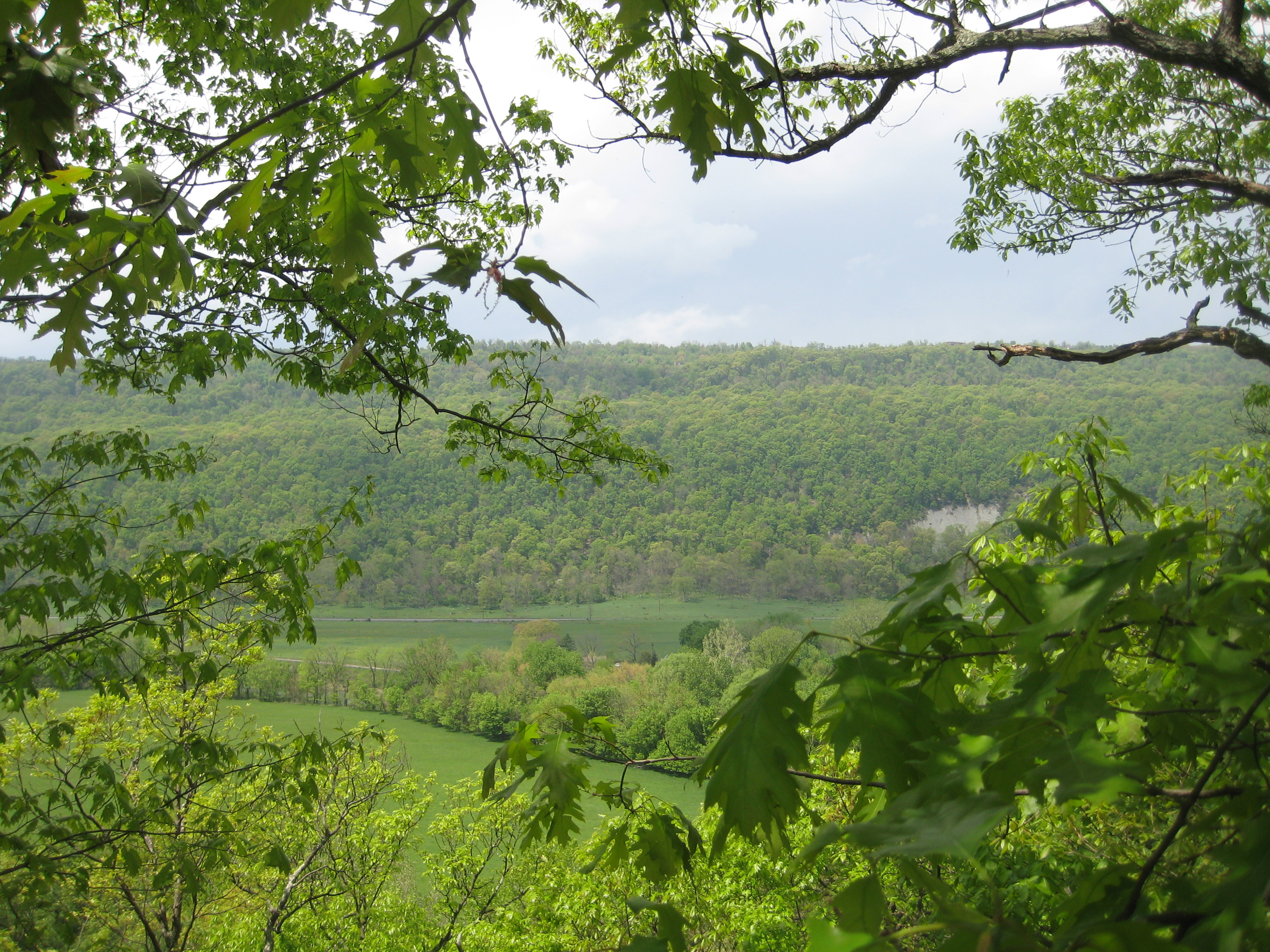
Vue sur Mill Creek Mountain et la branche sud du Potomac
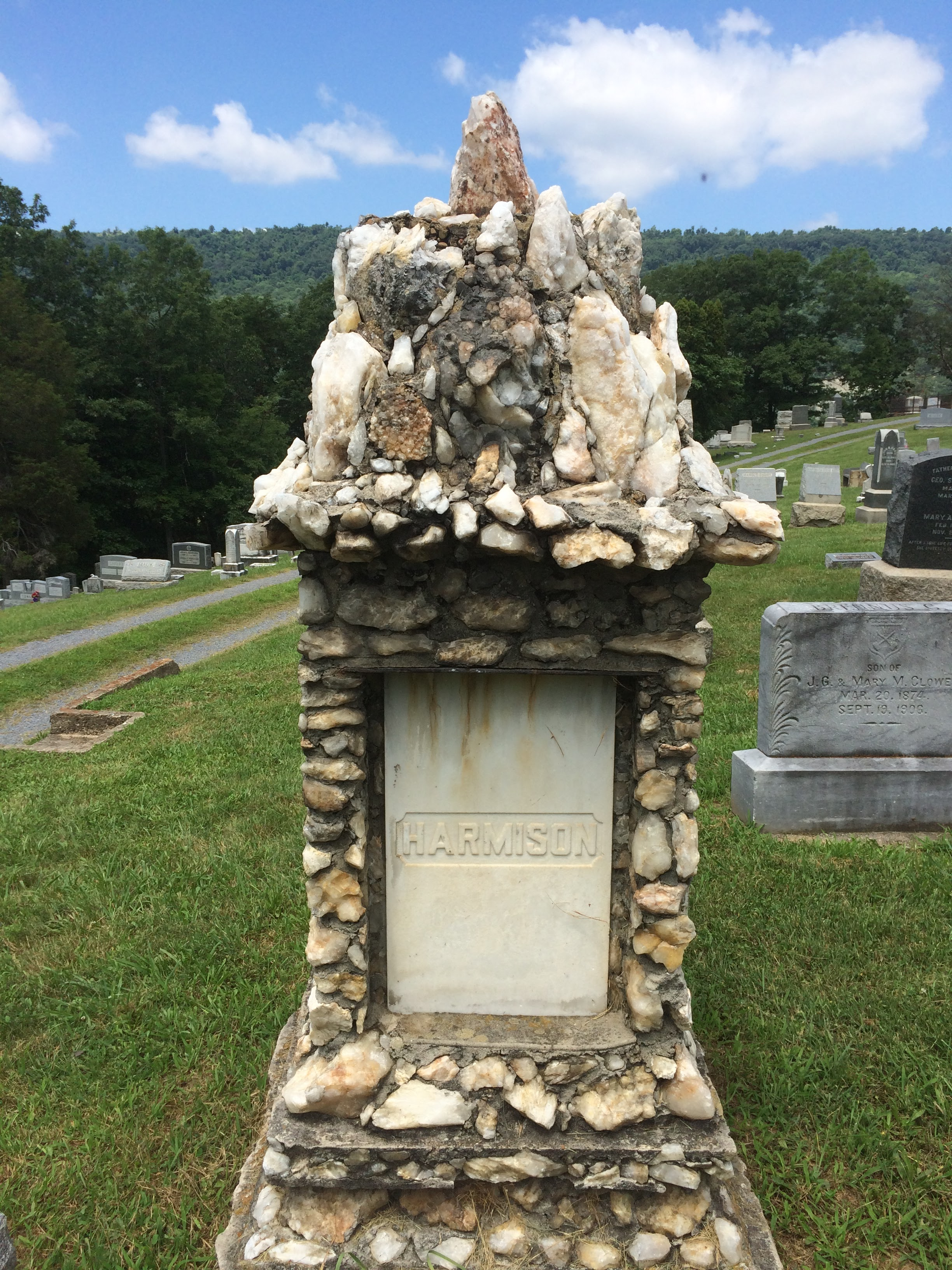
Stèle de la famille Harmison

## Sources
- (en) Cet article est partiellement ou en totalité issu de l’article de Wikipédia en anglais intitulé « Indian Mound Cemetery » (voir la liste des auteurs).

## Voir également